# Wehr (Eifel)
Wehr is een plaats in de Duitse deelstaat Rijnland-Palts, en maakt deel uit van de Landkreis Ahrweiler.
Wehr telt 1.112 inwoners.
In het dal van Wehr bevindt zich de grootste koolzuurvoorraad van Europa. De bronnen worden industrieel aangewend.

## Bestuur
De plaats is een Ortsgemeinde en maakt deel uit van de Verbandsgemeinde Brohltal.

## Zie ook

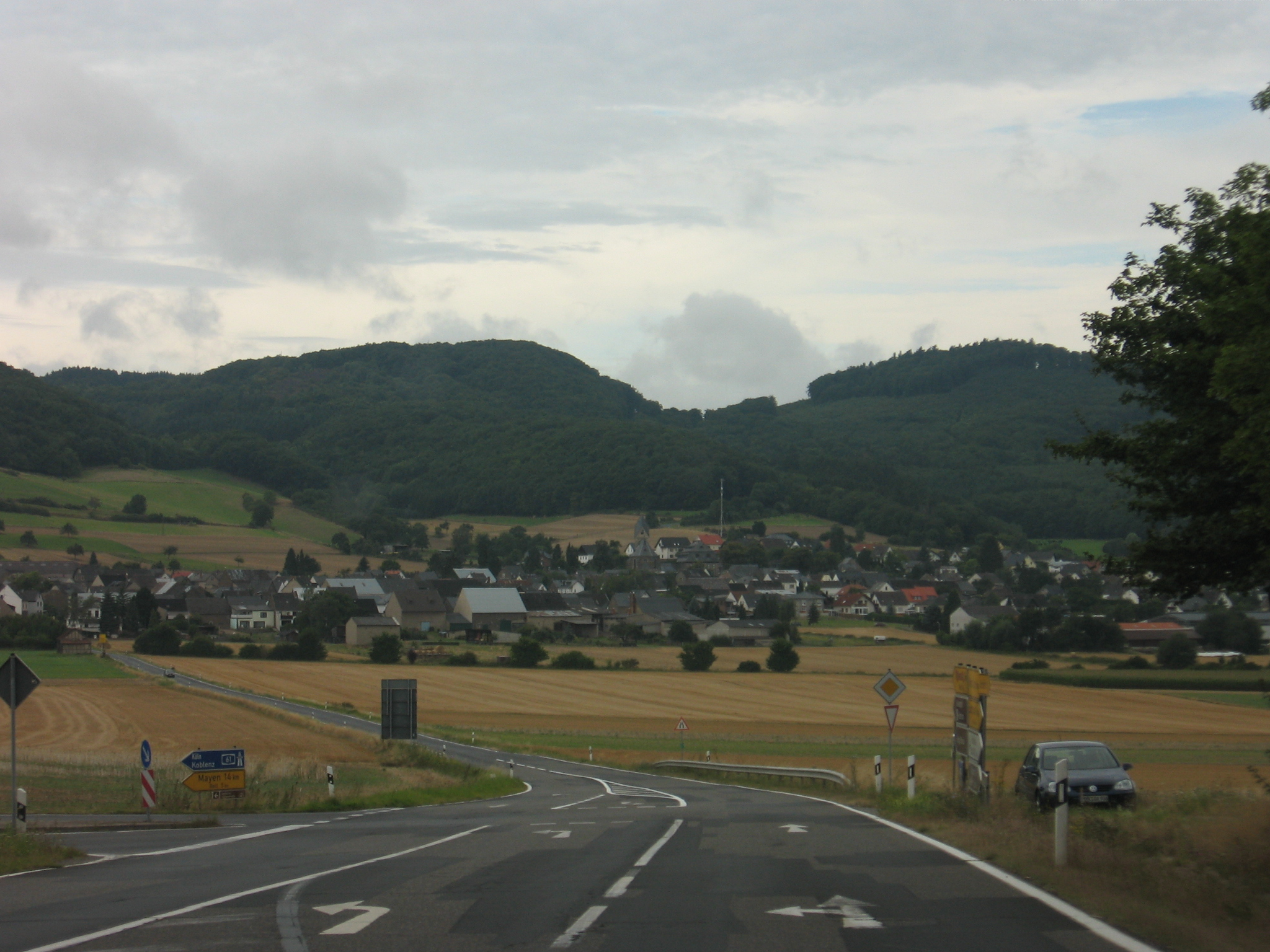
Wehr

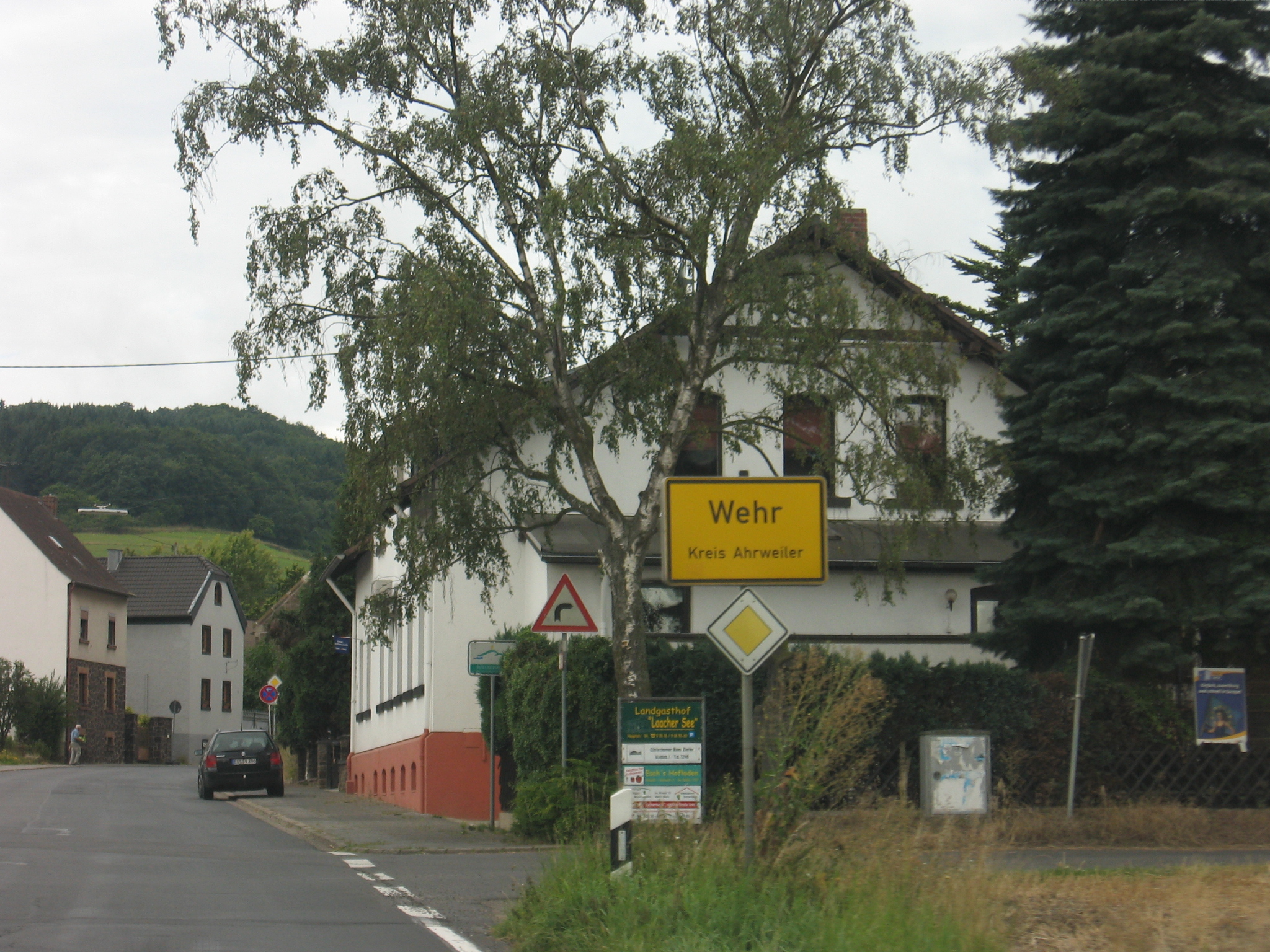
Bord Wehr